# Liste der österreichischen Gesandten bei den Hansestädten
Dies ist eine Liste der Gesandten des Heiligen Römischen Reichs (HRR) in der Zeit der Habsburgermonarchie in Hamburg (1648 bis 1918). Kaiserliche Gesandte der "Habsburger" gab es in den Hansestädten bereits vor 1648, jedoch damals ohne die diplomatische Akkreditierung wie nach dem Westfälischen Frieden.
Hamburg war ab 1510 Freie Reichsstadt, 1806 durch Frankreich besetzt, 1811 bis 1814 als Teil des Französischen Kaiserreichs annektiert, ab 1815 Freie Stadt im Deutschen Bund und ab 1871 Bundesstaat im Deutschen Reich. Die Habsburgische Gesandtschaft blieb mit Hamburgs Mitgliedschaft im Norddeutschen Bund (ab 1867) unbesetzt und wurde 1893 aufgelöst, als die Habsburger bereits das Kaiserreich Österreich-Ungarn führten.

## Gesandte
| Habsburgische Gesandte (bis 1804) | Habsburgische Gesandte (bis 1804) | Habsburgische Gesandte (bis 1804) |
| Bremen | Hamburg | Lübeck |
| --- | --- | --- |
| 1648: Aufnahme diplomatischer Beziehungen | 1648: Aufnahme diplomatischer Beziehungen | 1648: Aufnahme diplomatischer Beziehungen |
| - 1636–1640: Bernhard von Kügelgen - 1641–1665: Johann Behr von Lahr - 1665–16??: Georg Heinrich Behr von Lahr - 1676–: Theobald von Kurtzrock ... - 07.03.1708–03.08.1745: Theobald Vrints von Treuenfeld - 03.08.1745–14.10.1746: vakant - 14.10.1746–13.02.1780: Konrad Vrints von Treuenfeld - 14.02.1780–11.08.1804: Theobald Vrints von Treuenfeld | - 1637–16??: Michael von Mentzel ... - 1671–1678: Georg Theodor Dieterich von Rondeck - 1678–1685: Johann Dietrich von Rondeck ... - 19.10.1710–29.12.1735: Max von Kurtzrock-Wellingsbüttel - 29.12.1735–19.03.1746: Theobald von Kurtzrock-Wellingsbüttel - 01.04.1746–08.04.1775: Karl von Raab - 18.05.1775–17.09.1794: Anton Binder von Krieglstein - 17.09.1794–20.02.1796: Christian von Hoefer (Gt) - 20.02.1796–05.06.1801: Johann Rudolf von Buol-Schauenstein - 05.06.1801–11.08.1804: Christian von Hoefer | - 1637–1652: Johann Angelius Werdenhagen - 1654–1666: Diedrich von Brömbsen |
| - 1636–1640: Bernhard von Kügelgen - 1641–1665: Johann Behr von Lahr - 1665–16??: Georg Heinrich Behr von Lahr - 1676–: Theobald von Kurtzrock ... - 07.03.1708–03.08.1745: Theobald Vrints von Treuenfeld - 03.08.1745–14.10.1746: vakant - 14.10.1746–13.02.1780: Konrad Vrints von Treuenfeld - 14.02.1780–11.08.1804: Theobald Vrints von Treuenfeld | - 1637–16??: Michael von Mentzel ... - 1671–1678: Georg Theodor Dieterich von Rondeck - 1678–1685: Johann Dietrich von Rondeck ... - 19.10.1710–29.12.1735: Max von Kurtzrock-Wellingsbüttel - 29.12.1735–19.03.1746: Theobald von Kurtzrock-Wellingsbüttel - 01.04.1746–08.04.1775: Karl von Raab - 18.05.1775–17.09.1794: Anton Binder von Krieglstein - 17.09.1794–20.02.1796: Christian von Hoefer (Gt) - 20.02.1796–05.06.1801: Johann Rudolf von Buol-Schauenstein - 05.06.1801–11.08.1804: Christian von Hoefer | 1666–1678: Unterbrechung der Beziehungen |
| - 1636–1640: Bernhard von Kügelgen - 1641–1665: Johann Behr von Lahr - 1665–16??: Georg Heinrich Behr von Lahr - 1676–: Theobald von Kurtzrock ... - 07.03.1708–03.08.1745: Theobald Vrints von Treuenfeld - 03.08.1745–14.10.1746: vakant - 14.10.1746–13.02.1780: Konrad Vrints von Treuenfeld - 14.02.1780–11.08.1804: Theobald Vrints von Treuenfeld | - 1637–16??: Michael von Mentzel ... - 1671–1678: Georg Theodor Dieterich von Rondeck - 1678–1685: Johann Dietrich von Rondeck ... - 19.10.1710–29.12.1735: Max von Kurtzrock-Wellingsbüttel - 29.12.1735–19.03.1746: Theobald von Kurtzrock-Wellingsbüttel - 01.04.1746–08.04.1775: Karl von Raab - 18.05.1775–17.09.1794: Anton Binder von Krieglstein - 17.09.1794–20.02.1796: Christian von Hoefer (Gt) - 20.02.1796–05.06.1801: Johann Rudolf von Buol-Schauenstein - 05.06.1801–11.08.1804: Christian von Hoefer | - 1678–1706: Heinrich Adrian Müller |
| - 1636–1640: Bernhard von Kügelgen - 1641–1665: Johann Behr von Lahr - 1665–16??: Georg Heinrich Behr von Lahr - 1676–: Theobald von Kurtzrock ... - 07.03.1708–03.08.1745: Theobald Vrints von Treuenfeld - 03.08.1745–14.10.1746: vakant - 14.10.1746–13.02.1780: Konrad Vrints von Treuenfeld - 14.02.1780–11.08.1804: Theobald Vrints von Treuenfeld | - 1637–16??: Michael von Mentzel ... - 1671–1678: Georg Theodor Dieterich von Rondeck - 1678–1685: Johann Dietrich von Rondeck ... - 19.10.1710–29.12.1735: Max von Kurtzrock-Wellingsbüttel - 29.12.1735–19.03.1746: Theobald von Kurtzrock-Wellingsbüttel - 01.04.1746–08.04.1775: Karl von Raab - 18.05.1775–17.09.1794: Anton Binder von Krieglstein - 17.09.1794–20.02.1796: Christian von Hoefer (Gt) - 20.02.1796–05.06.1801: Johann Rudolf von Buol-Schauenstein - 05.06.1801–11.08.1804: Christian von Hoefer | 1706: Schließung der Gesandtschaft |
| - 1636–1640: Bernhard von Kügelgen - 1641–1665: Johann Behr von Lahr - 1665–16??: Georg Heinrich Behr von Lahr - 1676–: Theobald von Kurtzrock ... - 07.03.1708–03.08.1745: Theobald Vrints von Treuenfeld - 03.08.1745–14.10.1746: vakant - 14.10.1746–13.02.1780: Konrad Vrints von Treuenfeld - 14.02.1780–11.08.1804: Theobald Vrints von Treuenfeld | - 1637–16??: Michael von Mentzel ... - 1671–1678: Georg Theodor Dieterich von Rondeck - 1678–1685: Johann Dietrich von Rondeck ... - 19.10.1710–29.12.1735: Max von Kurtzrock-Wellingsbüttel - 29.12.1735–19.03.1746: Theobald von Kurtzrock-Wellingsbüttel - 01.04.1746–08.04.1775: Karl von Raab - 18.05.1775–17.09.1794: Anton Binder von Krieglstein - 17.09.1794–20.02.1796: Christian von Hoefer (Gt) - 20.02.1796–05.06.1801: Johann Rudolf von Buol-Schauenstein - 05.06.1801–11.08.1804: Christian von Hoefer | Ab 1706: Resident in Hamburg |
| k.k. Österreichische Gesandte | | |
| - 11.08.1804–10.02.1810: Theobald Vrints von Treuenfeld | - 11.08.1804–10.12.1810: Christian von Hoefer | - 11.08.1804–10.12.1810: Christian von Hoefer |
| 1810–1814: Unterbrechung der Beziehungen infolge der französischen Annexion der Hansestädte | | |
| Ab 1814: Resident in Hamburg | Neben Bremen und Lübeck auch akkreditiert in Mecklenburg-Schwerin - 30.05.1814–08.11.1819: Christian von Hoefer - 08.11.1819–27.04.1836: Karl Binder von Krieglstein - 14.08.1836–14.01.1839: Friedrich Kreß von Kressenstein - 14.01.1839–23.08.1840: Sisinio de Pretis von Cagnodo (Gt) - 23.08.1840–07.05.1846: Maximilian von Kaisersfeld - 07.05.1846–31.03.1848: Sisinio de Pretis von Cagnodo (Gt) - 31.03.1848–05.09.1853: Franz von Lützow - 05.09.1853–10.07.1856: Ferdinand von Mensshengen - 10.07.1856–07.11.1860: Heinrich von Testa - 07.11.1860–12.10.1863: Gustav von Blome - 12.10.1863–21.12.1867: Carl Ramon Soter von Lederer | Neben Bremen und Lübeck auch akkreditiert in Mecklenburg-Schwerin - 30.05.1814–08.11.1819: Christian von Hoefer - 08.11.1819–27.04.1836: Karl Binder von Krieglstein - 14.08.1836–14.01.1839: Friedrich Kreß von Kressenstein - 14.01.1839–23.08.1840: Sisinio de Pretis von Cagnodo (Gt) - 23.08.1840–07.05.1846: Maximilian von Kaisersfeld - 07.05.1846–31.03.1848: Sisinio de Pretis von Cagnodo (Gt) - 31.03.1848–05.09.1853: Franz von Lützow - 05.09.1853–10.07.1856: Ferdinand von Mensshengen - 10.07.1856–07.11.1860: Heinrich von Testa - 07.11.1860–12.10.1863: Gustav von Blome - 12.10.1863–21.12.1867: Carl Ramon Soter von Lederer |
| k.u.k. Österreichisch-ungarische Gesandte | | |
| | - 21.12.1867–03.07.1868: Carl Ramon Soter von Lederer - 03.07.1868–13.12.1869: Guido von Thun und Hohenstein - 13.12.1869–05.10.1893: vakant betraut mit der Leitung der Gesandtschaftsgeschäfte: Generalkonsul Friedrich von Westenholz - 05.10.1893–11.11.1918: Resident in Berlin (siehe → Liste der österreichischen Botschafter in Deutschland) | |
| 1918: Auflösung der Gesandtschaft | | |